# Косматеско

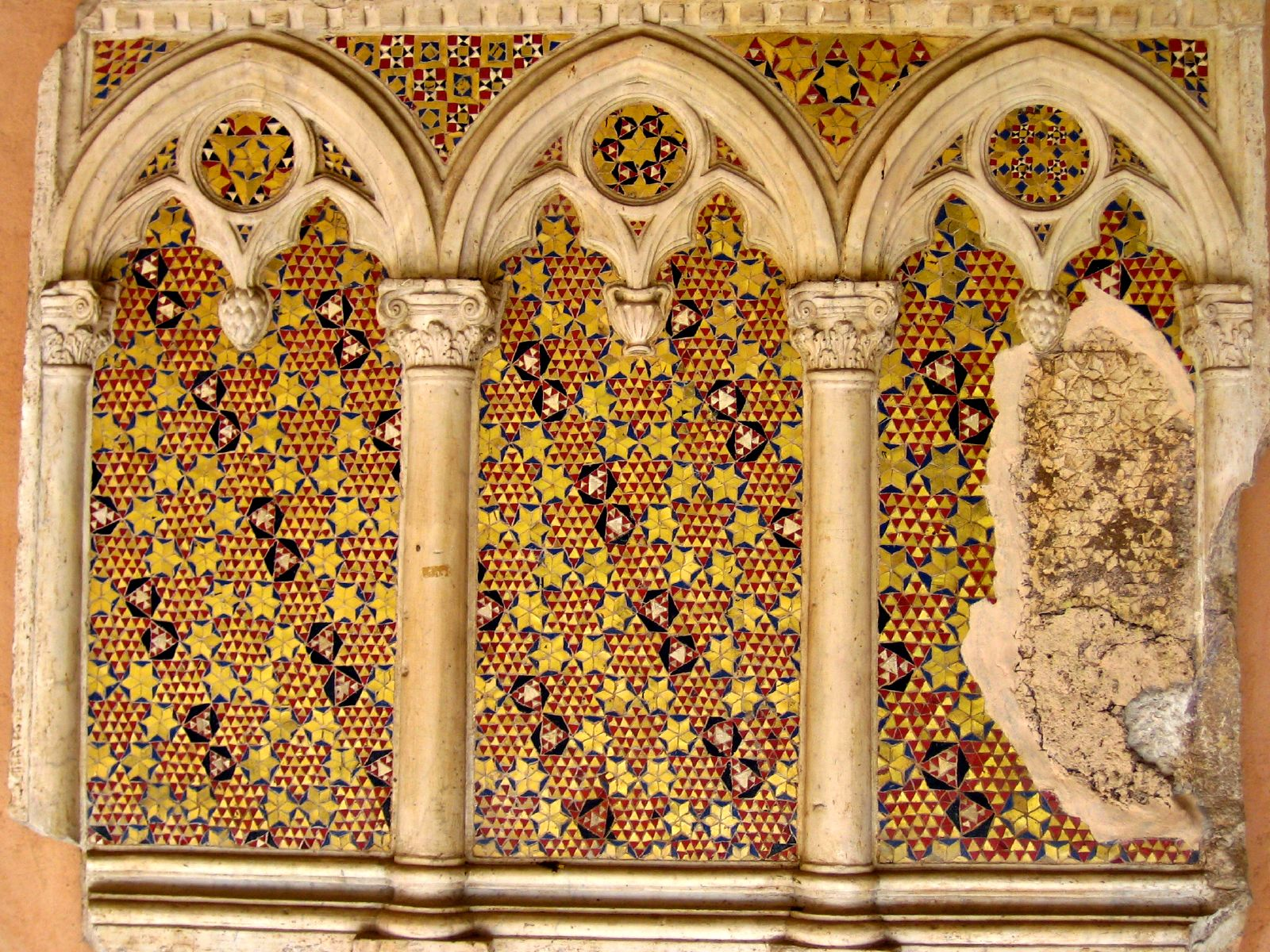
Мозаїка косматеско у Латеранські базиліці

Стиль космате́ско — декоративний стиль в архітектурі, типовий для середньовічної Італії та особливо Риму. Стиль характерний для скульптури, а також предметів релігійної обстановки (колони, надгробки, канделябри, портали і т. д.) та передбачає широке використання штучної мозаїки. Цікаві підлоги в стилі косматеско з білого мармуру з інкрустаціями у вигляді геометричних візерунків (квадрати, трикутники Серпінського, паралелограми, круги з темного мармуру), оточених смугами з червоного і зеленого порфіру. Матеріалом для робіт Косматів часто служили античні колони. Слово «косматеско» походить від прізвища родини мраморника Косматі (італ. Cosmati), представники яких працювали в Римі та його околицях у XII і XIII століттях. Майстри використовували класичний стиль в поєднанні з візантійськими і ранньохристиянськими традиціями. Пізніше інші сім'ї каменотесів Італії перейняли традицію Косматі.

## Косматеско в храмах Рима

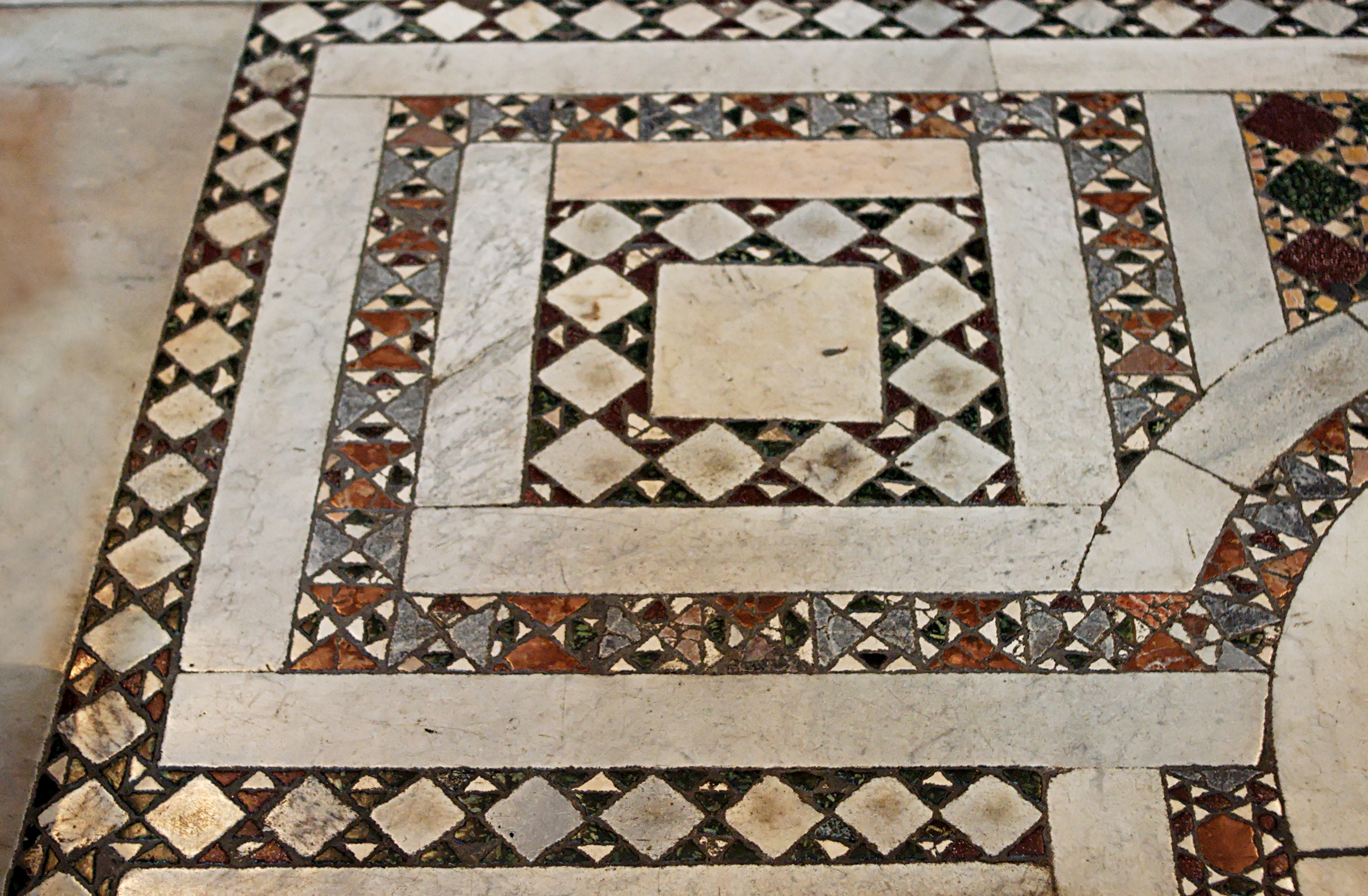
Мозаїка у Санта Марія Маджоре

- Базиліка Святого Климента, підлога і канделябр (бл. 1130)
- підлога у Санта Марія ін Трастевере (бл. 1130/40 р.)
- підлога у Церква Святого Христа в Єрусалимі (близько 1145)
- Базиліка Святого Павла за мурами канделябр (бл. 1170–90 р.)
- Сант Агата деї Ґоті, частина мозаїки (XII–XIII століття)
- Портал, колони та частина підлоги Санті Боніфаціо е Алессіо (XII–XIII століття)
- Санта Марія ін Космедін
- Санті Куаттро Коронаті
- Базиліка Санта Марія Маджоре
- Сан-Джорджіо-ін-Велабро
- Сан Крізогоно
- Сан Лоренцо фуорі ле Мура
- Санта Марія ін Арачелі
- Латеранська базиліка

## Косматеско в храмах Італії
- Собор Ананьї
- Собор Равелло (амвон)
- Кафедральний собор Салерно (амвон)

## Косматеско в храмах світу
- Вестмінстерське абатство (Лондон)